# Eurylaimidae
Famille
Les Eurylaimidae (ou eurylaimidés) sont une famille de passereaux constituée de 7 genres et 10 espèces d'eurylaimes, que l'on trouve de l'Himalaya oriental à l'Indonésie et aux Philippines. La famille comprenait auparavant le Sapayoa du Néotropique, les Philepittidae de Madagascar et les Calyptomenidae d'Afrique et d'Asie, mais ces derniers sont désormais séparés en familles distinctes.

## Étymologie
Eurylaime et son dérivé (eurylaimidés) proviennent du nom du genre Eurylaimus qui est tiré du grec eurus « large » et laimos, « gorge ». En effet, ces oiseaux possèdent une « large gorge » avec une quinzième vertèbre cervicale surnuméraire et une grosse tête disproportionnée par rapport au reste du corps.

## Description
Ce sont des oiseaux arboricoles de taille petite à moyenne (de 13 à 28 cm de long), à large tête, de grands yeux et un bec large et aplati, de sorte que vu de dessus, il semble triangulaire. La mandibule supérieure, légèrement recourbée, recouvre totalement la mandibule inférieure.
Ils se déplacent habituellement avec lenteur, et beaucoup portent un plumage vivement coloré. Ils vivent dans les voûtes denses des forêts humides, ce qui leur permet de se cacher malgré leur plumage aux couleurs vives. Le plumage des juvéniles est similaire à celui des adultes, à la différence qu'il est plus terne et que dans certains cas, les ailes et la queue sont plus courtes.

## Habitats et répartition
L'aire de répartition des eurylaimidés couvre la zone afrotropicale et la zone indomalaise.
Leurs milieux de vie sont des forêts de plaines et de montagnes mais aussi des bois clairs et localement des zones cultivées et autres milieux ouverts.

## Comportement et écologie
Ils sont pour la plupart insectivores et carnivores. Les proies capturées comprennent des insectes, des araignées, des Chilopoda et des Diplopoda, ainsi que des lézards et des grenouilles arboricoles. Les proies sont obtenues en s'élançant d'un perchoir pour les attraper en vol, et en glanant la proie sur les feuilles et les branches en vol. Certaines espèces peuvent consommer des fruits, mais seul l'eurylaime de Grauer est principalement frugivore (qui consomme également des insectes). Ils sont généralement grégaires, de nombreuses espèces se déplaçant en groupes d'environ 20 individus.

### Structure du nid
Ces oiseaux construisent d'élégants nids habituellement suspendus à une branche surplombant un cours d'eau. La construction piriforme comporte une entrée latérale et est constituée de matériaux divers : feuilles, brins d'herbe, radicelles, etc. Dans de nombreux cas, l'extérieur est recouvert de bandes de mousse dont certaines pendent sous le nid, contribuant sans aucun doute à le camoufler et à le protéger des prédateurs qui abondent dans les forêts humides. Les eurylaimes pondent généralement deux à trois œufs.

## Taxonomie et systématique
La famille des Eurylaimidae a été introduite en 1831 (sous le nom d'Eurylaimes) par le naturaliste français René Lesson,. Ils étaient caractérisés par une syrinx simple avec une seule paire de muscles, les doigts antérieurs étant partiellement fusionnés à la base et ayant 15 vertèbres cervicales. Une étude basée sur la séquence d'ADN réalisée par Carl Oliveros et ses collègues et publiée en 2019 a déterminé les relations phylogénétiques des Eurylaimidae avec d'autres familles des Eurylaimides :
|  | Philepittidae |
|  |               |
|  | Eurylaimidae  |
|  |               |

|  | Calyptomenidae                                                             |
|  |                                                                            |
|  | \| \| Sapayoidae (sapayoa) \| \| \| \| \| \| Pittidae (brèves) \| \| \| \| |
|  |                                                                            |
|  | Sapayoidae (sapayoa)                                                       |
|  |                                                                            |
|  | Pittidae (brèves)                                                          |
|  |                                                                            |

|  | Sapayoidae (sapayoa) |
|  |                      |
|  | Pittidae (brèves)    |
|  |                      |

|  | Philepittidae |
|  |               |
|  | Eurylaimidae  |
|  |               |

|  | Calyptomenidae                                                             |
|  |                                                                            |
|  | \| \| Sapayoidae (sapayoa) \| \| \| \| \| \| Pittidae (brèves) \| \| \| \| |
|  |                                                                            |
|  | Sapayoidae (sapayoa)                                                       |
|  |                                                                            |
|  | Pittidae (brèves)                                                          |
|  |                                                                            |

|  | Sapayoidae (sapayoa) |
|  |                      |
|  | Pittidae (brèves)    |
|  |                      |

Une étude publiée en 2017 a déterminé les relations phylogénétiques suivantes parmi les Eurylaimidae, :
|  | Eurylaime psittacin (Psarisomus dalhousiae) |
|  |                                             |
|  | Eurylaime corydon (Corydon sumatranus)      |
|  |                                             |

|  | Eurylaime de Gould (Serilophus lunatus)               |
|  |                                                       |
|  | Eurylaime rouge et noir (Cymbirhynchus macrorhynchos) |
|  |                                                       |

|  | Eurylaime de Horsfield (Eurylaimus javanicus) |
|  |                                               |
|  | Eurylaime à capuchon (Eurylaimus ochromalus)  |
|  |                                               |

|  | Eurylaime de Gould (Serilophus lunatus)               |
|  |                                                       |
|  | Eurylaime rouge et noir (Cymbirhynchus macrorhynchos) |
|  |                                                       |

|  | Eurylaime de Horsfield (Eurylaimus javanicus) |
|  |                                               |
|  | Eurylaime à capuchon (Eurylaimus ochromalus)  |
|  |                                               |

|  | Eurylaime de Gould (Serilophus lunatus)               |
|  |                                                       |
|  | Eurylaime rouge et noir (Cymbirhynchus macrorhynchos) |
|  |                                                       |

|  | Eurylaime de Horsfield (Eurylaimus javanicus) |
|  |                                               |
|  | Eurylaime à capuchon (Eurylaimus ochromalus)  |
|  |                                               |

|  | Eurylaime de Gould (Serilophus lunatus)               |
|  |                                                       |
|  | Eurylaime rouge et noir (Cymbirhynchus macrorhynchos) |
|  |                                                       |

|  | Eurylaime de Horsfield (Eurylaimus javanicus) |
|  |                                               |
|  | Eurylaime à capuchon (Eurylaimus ochromalus)  |
|  |                                               |

|  | Eurylaime psittacin (Psarisomus dalhousiae) |
|  |                                             |
|  | Eurylaime corydon (Corydon sumatranus)      |
|  |                                             |

|  | Eurylaime de Gould (Serilophus lunatus)               |
|  |                                                       |
|  | Eurylaime rouge et noir (Cymbirhynchus macrorhynchos) |
|  |                                                       |

|  | Eurylaime de Horsfield (Eurylaimus javanicus) |
|  |                                               |
|  | Eurylaime à capuchon (Eurylaimus ochromalus)  |
|  |                                               |

|  | Eurylaime de Gould (Serilophus lunatus)               |
|  |                                                       |
|  | Eurylaime rouge et noir (Cymbirhynchus macrorhynchos) |
|  |                                                       |

|  | Eurylaime de Horsfield (Eurylaimus javanicus) |
|  |                                               |
|  | Eurylaime à capuchon (Eurylaimus ochromalus)  |
|  |                                               |

|  | Eurylaime de Gould (Serilophus lunatus)               |
|  |                                                       |
|  | Eurylaime rouge et noir (Cymbirhynchus macrorhynchos) |
|  |                                                       |

|  | Eurylaime de Horsfield (Eurylaimus javanicus) |
|  |                                               |
|  | Eurylaime à capuchon (Eurylaimus ochromalus)  |
|  |                                               |

|  | Eurylaime de Gould (Serilophus lunatus)               |
|  |                                                       |
|  | Eurylaime rouge et noir (Cymbirhynchus macrorhynchos) |
|  |                                                       |

|  | Eurylaime de Horsfield (Eurylaimus javanicus) |
|  |                                               |
|  | Eurylaime à capuchon (Eurylaimus ochromalus)  |
|  |                                               |

|  | Eurylaime psittacin (Psarisomus dalhousiae) |
|  |                                             |
|  | Eurylaime corydon (Corydon sumatranus)      |
|  |                                             |

|  | Eurylaime de Gould (Serilophus lunatus)               |
|  |                                                       |
|  | Eurylaime rouge et noir (Cymbirhynchus macrorhynchos) |
|  |                                                       |

|  | Eurylaime de Horsfield (Eurylaimus javanicus) |
|  |                                               |
|  | Eurylaime à capuchon (Eurylaimus ochromalus)  |
|  |                                               |

|  | Eurylaime de Gould (Serilophus lunatus)               |
|  |                                                       |
|  | Eurylaime rouge et noir (Cymbirhynchus macrorhynchos) |
|  |                                                       |

|  | Eurylaime de Horsfield (Eurylaimus javanicus) |
|  |                                               |
|  | Eurylaime à capuchon (Eurylaimus ochromalus)  |
|  |                                               |

|  | Eurylaime de Gould (Serilophus lunatus)               |
|  |                                                       |
|  | Eurylaime rouge et noir (Cymbirhynchus macrorhynchos) |
|  |                                                       |

|  | Eurylaime de Horsfield (Eurylaimus javanicus) |
|  |                                               |
|  | Eurylaime à capuchon (Eurylaimus ochromalus)  |
|  |                                               |

|  | Eurylaime de Gould (Serilophus lunatus)               |
|  |                                                       |
|  | Eurylaime rouge et noir (Cymbirhynchus macrorhynchos) |
|  |                                                       |

|  | Eurylaime de Horsfield (Eurylaimus javanicus) |
|  |                                               |
|  | Eurylaime à capuchon (Eurylaimus ochromalus)  |
|  |                                               |

|  | Eurylaime psittacin (Psarisomus dalhousiae) |
|  |                                             |
|  | Eurylaime corydon (Corydon sumatranus)      |
|  |                                             |

|  | Eurylaime de Gould (Serilophus lunatus)               |
|  |                                                       |
|  | Eurylaime rouge et noir (Cymbirhynchus macrorhynchos) |
|  |                                                       |

|  | Eurylaime de Horsfield (Eurylaimus javanicus) |
|  |                                               |
|  | Eurylaime à capuchon (Eurylaimus ochromalus)  |
|  |                                               |

|  | Eurylaime de Gould (Serilophus lunatus)               |
|  |                                                       |
|  | Eurylaime rouge et noir (Cymbirhynchus macrorhynchos) |
|  |                                                       |

|  | Eurylaime de Horsfield (Eurylaimus javanicus) |
|  |                                               |
|  | Eurylaime à capuchon (Eurylaimus ochromalus)  |
|  |                                               |

|  | Eurylaime de Gould (Serilophus lunatus)               |
|  |                                                       |
|  | Eurylaime rouge et noir (Cymbirhynchus macrorhynchos) |
|  |                                                       |

|  | Eurylaime de Horsfield (Eurylaimus javanicus) |
|  |                                               |
|  | Eurylaime à capuchon (Eurylaimus ochromalus)  |
|  |                                               |

|  | Eurylaime de Gould (Serilophus lunatus)               |
|  |                                                       |
|  | Eurylaime rouge et noir (Cymbirhynchus macrorhynchos) |
|  |                                                       |

|  | Eurylaime de Horsfield (Eurylaimus javanicus) |
|  |                                               |
|  | Eurylaime à capuchon (Eurylaimus ochromalus)  |
|  |                                               |

La famille comprend dix espèces dont quatre sont chacune placées dans leur propre genre monotypique :
- Cymbirhynchus (1 espèce)
  - Cymbirhynchus macrorhynchos – Eurylaime rouge et noir
- Psarisomus (1 espèce)
  - Psarisomus dalhousiae – Eurylaime psittacin
- Serilophus (2 espèces)
  - Serilophus lunatus – Eurylaime de Gould
  - Serilophus rubropygius- Eurylaime à sourcils gris
- Eurylaimus (2 espèces)
  - Eurylaimus javanicus – Eurylaime de Horsfield
  - Eurylaimus ochromalus – Eurylaime à capuchon
- Sarcophanops (2 espèces)
  - Sarcophanops steerii – Eurylaime de Steere
  - Sarcophanops samarensis – Eurylaime de Samar
- Corydon (1 espèce)
  - Corydon sumatranus – Eurylaime corydon
- Pseudocalyptomena (1 espèce)
  - Pseudocalyptomena graueri – Eurylaime de Grauer